# Fernando Talaverano Gallegos

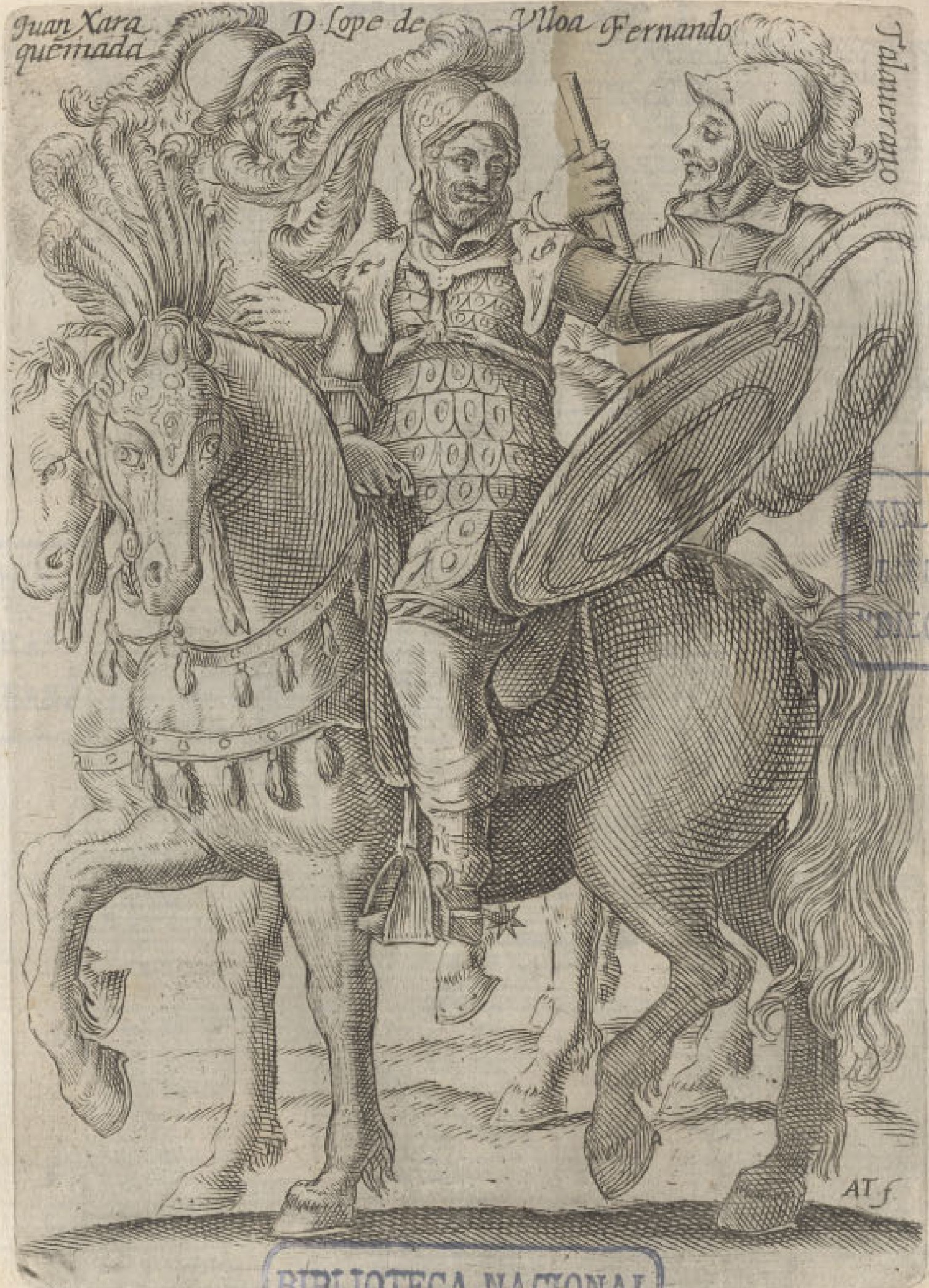
Los gobernadores Juan Jaraquemada, Lope de Ulloa y Lemos y Fernando Talaverano Gallegos, según la obra del padre Ovalle.

Fernando Talaverano y Gallegos, también reseñado como Hernando Talaverano Gallegos (* 1563, España - † 1619, Chile) fue un abogado y administrador español, que, tras la muerte de Alonso de Ribera, ocupó por diez meses el cargo de gobernador de Chile, en carácter de interino, entre marzo de 1617 y enero de 1618.

## En España
Se licenció en derecho en Granada, en 1577. Ejerció como abogado del Duque de Béjar. Después se trasladó a trabajar a la ciudad de Llerena, donde terminó por ocupar el cargo de consultor local de la Inquisición. Allí también se convertiría en juez administrador de bienes confiscados por dicho tribunal religioso. Llegó a ser alcalde mayor de la ciudad. 
En 1602 el rey lo designó teniente de gobernador de Chile (lugarteniente del capitán general), en reemplazo del jubilado Pedro de Viscarra.

## En Chile
Llegó a Concepción en diciembre de 1603, acompañado de su esposa, Catalina de Ledesma, y cuatro hijas pequeñas. En España ya le había sido remitida su designación como consultor de la Inquisición para Chile. 
Como teniente de gobernador le tocó hacerse cargo de la administración civil de la colonia, mientras el gobernador se encontraba en campaña. En esos quehaceres le tocó enfrentarse con el pendenciero Obispo de Santiago, Juan Pérez de Espinosa.
En 1606 fue nombrado oidor de la Real Audiencia de Chile.

## Gobierno
En su lecho de muerte el gobernador Alonso de Ribera lo nombró su sucesor interino el mismo día de su fallecimiento 9 de marzo de 1617. 
Se remitió desde entonces a seguir escrupulosamente los dictados del jesuita Luis de Valdivia, cuya política de guerra defensiva con los mapuches había sido apadrinada por la corona: 
"...su espíritu comenzaba a doblegarse por efecto de los años, y sobre todo parecía comprender que en esa época era peligroso comprometerse en dificultades de ese orden (como sus viejos litigios con el obispo Pérez de Espinosa) visto el poder inmenso que el clero había tomado bajo el gobierno del piadoso Felipe III".
Siguiendo los dictados del jesuita Luis de Valdivia, y pese al escepticismo de los militares españoles, se liberaron a todos los prisioneros mapuches, incluido el toqui Pelantaro, a quién Alonso de Ribera siempre se había negado a excarcelar. 

## Residencia
Con la llegada del gobernador Lope de Ulloa y Lemos culminó el interinato de Talaverano. Tras su salida del gobierno se le siguió un juicio de residencia, acusado de haberse apropiado de una hacienda de ganado y de haberla sembrado. En Santiago fue absuelto, pero el Consejo de Indias lo condenó a pagar una multa de 100 ducados. 